# Dranan
Dranan (Adranan) ist eine der indonesischen Kei-Inseln.

## Geographie
Dranan liegt zwischen den Inseln Kei Dullah und Rumadan. Südwestlich liegt die Insel Duroa. Dranan gehört zum Distrikt (Kecamatan) Pulau Dullah Utara der Stadt (Kota) Tual. Diese gehört zur Provinz Maluku.